# Charzykowy
Charzykowy is een plaats in het Poolse district  Chojnicki, woiwodschap Pommeren. De plaats maakt deel uit van de gemeente Chojnice en telt 940 (sołectwo 1236) inwoners.